# A Christmas to Remember (1978)
A Christmas to Remember is een Amerikaanse dramafilm van CBS uit 1978. De televisiefilm werd geregisseerd door George Englund en heeft Jason Robards, Eva Marie Saint en Joanne Woodward in de hoofdrollen. Het scenario is gebaseerd op de roman "The Melodeon" uit 1977 van Glendon Swarthout.

## Verhaal
Rusty McCloud wordt door zijn financieel noodlijdende moeder naar de boerderij van zijn grootouders gestuurd tijdens de Grote Depressie. De grootouders, Daniel Larson en zijn vrouw Emma, rouwen nog steeds om het verlies van hun zoon in de Eerste Wereldoorlog. Vooral Daniel is aanvankelijk nors en wrokkig tegenover zijn kleinzoon. Geleidelijk ontstaat er echter een band tussen hen beiden, en met Kerstmis in aantocht proberen ze een melodeon, die de overleden zoon als verrassing heeft achtergelaten, bij de plaatselijke kerk af te leveren.
In een verrassende wending keert Daniels zoon, die tevens Rusty's oom is, terug uit de dood om te helpen met het afleveren van de melodeon.

## Rolverdeling
| Acteur            | Personage         |
| ----------------- | ----------------- |
| Jason Robards     | Daniel Larson     |
| Eva Marie Saint   | Emma Larson       |
| Joanne Woodward   | Mildred McCloud   |
| George Parry      | Rusty McCloud     |
| Bryan Englund     | Danny Larson      |
| Mary-Beth Manning | Louise Hockmeyer  |
| Nora Martin       | Lollie Hockmeyer  |
| Sally Chamberlain | Lil Hockmeyer     |
| Arvid Carlson     | Ralph Youngquist  |
| Mildred Carlson   | Beulah Youngquist |
| Allen Hamilton    | Oskar Hockmeyer   |